# Синявское

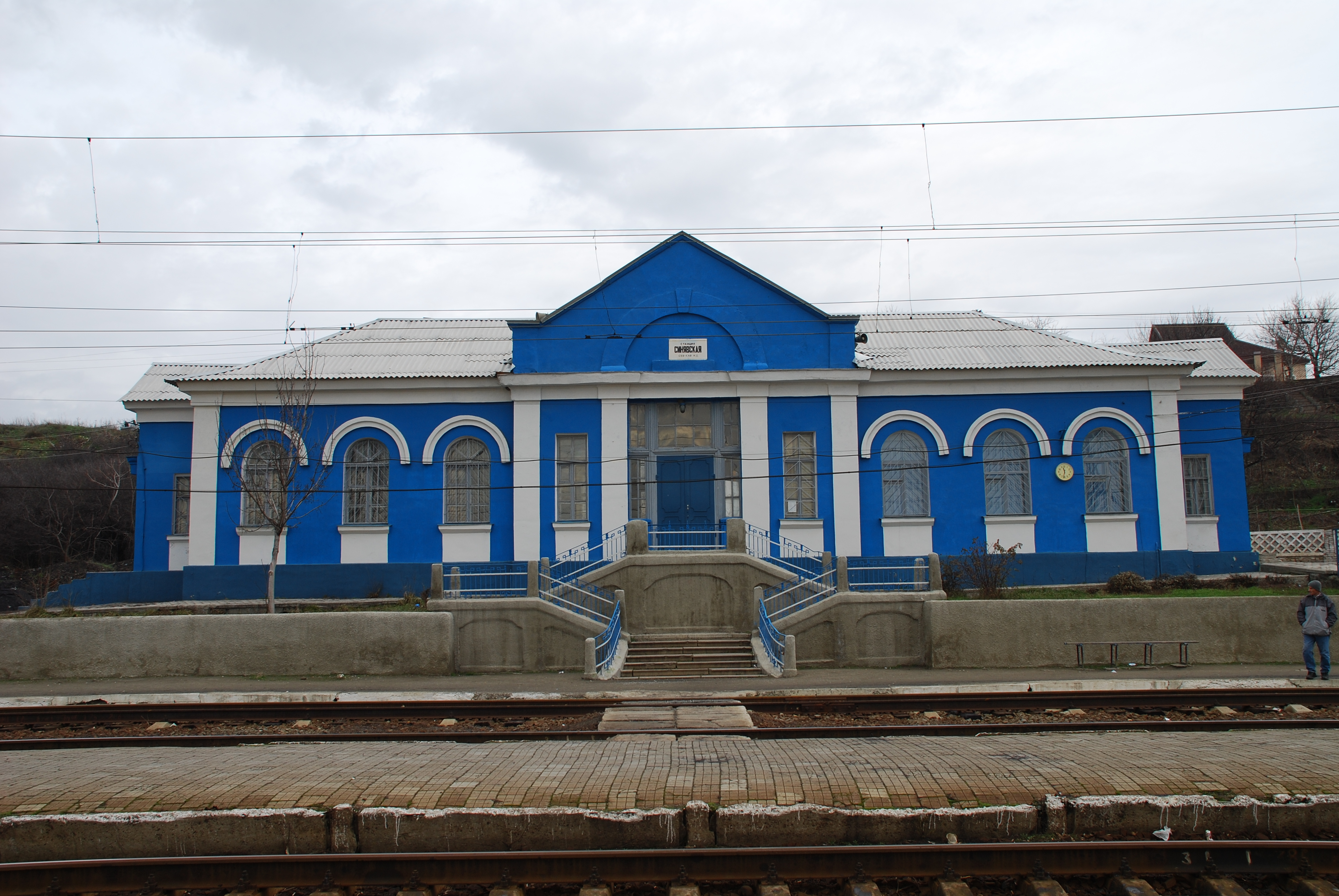
Здание вокзала железнодорожной станции (2010 г.)

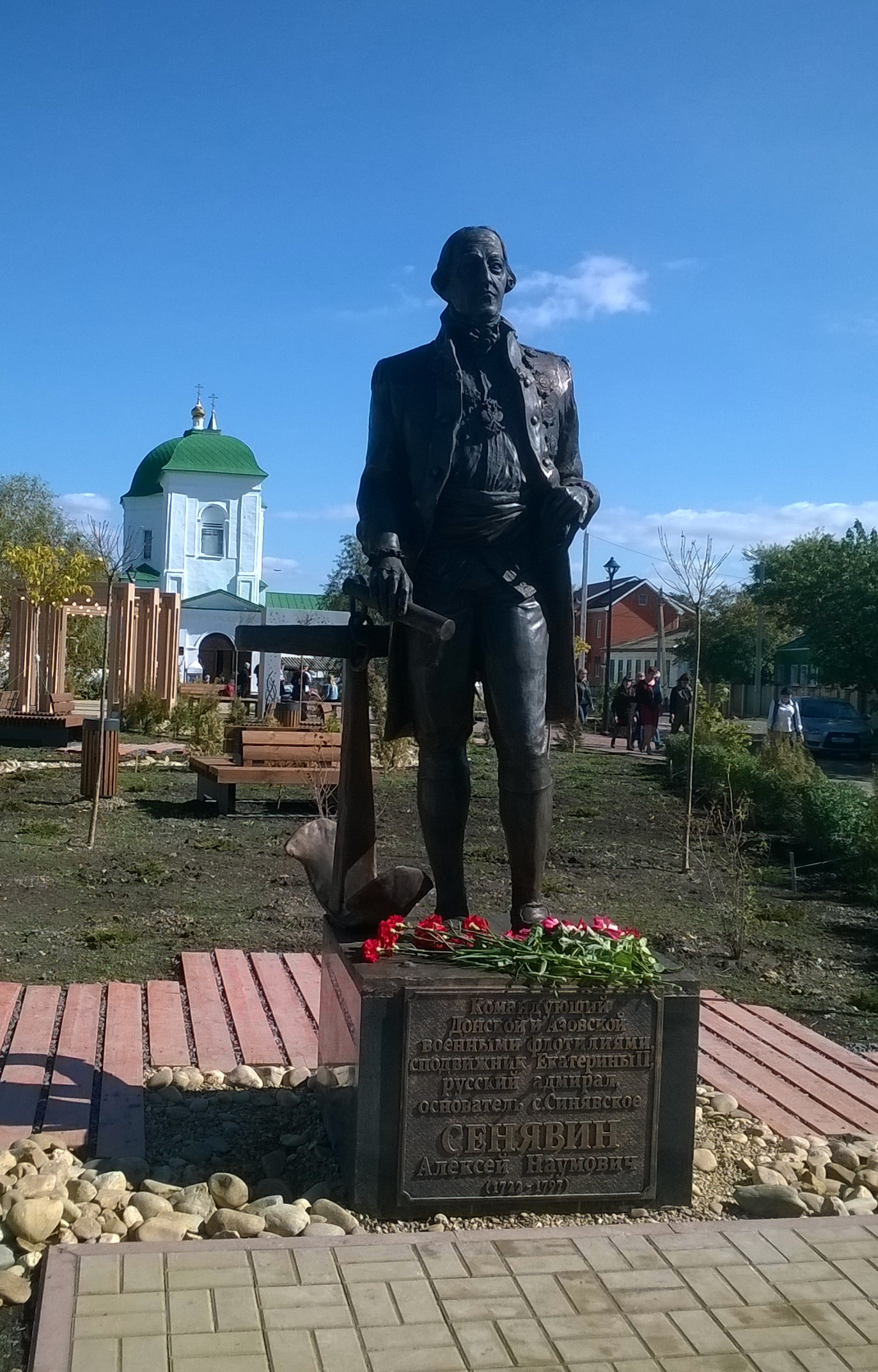
Памятник А. Н. Сенявину

Синя́вское — село в Неклиновском районе Ростовской области. Административный центр Синявского сельского поселения.

## Топоним
Названо в честь русского адмирала А. Н. Сенявина. Изначально именовалось «хутор Сенявский», затем было переименовано в село «Синявка», нынешнее название получило позже.

## География
Село расположено на реках Донской Чулек и Мёртвый Донец примерно посередине между Ростовом-на-Дону и Таганрогом.

## История
До 1770 года здесь находился маленький стан рыбаков. При проводке новых кораблей «Таганрог» и «Азов» в июле — августе 1770 года через «бар реки Большая Кутерьма» вице-адмирал Алексей Наумович Сенявин (Синявин) поставил свой первый маленький деревянный дом, купленный у коменданта И. А. Потапова и привезённый в разобранном виде на лодках к месту временного проживания на правый высокий берег у впадения речки Донецкий Чулек в Мёртвый Донец.
В 1794 году был построен православный храм Всех Святых. Клировые ведомости за 1801 год описывали эту церковь так: «основана она была на деревянных столбах, стены её камышовые, обмазанные глиной и покрыта лубом. При церкви находилось 108 приходских дворов, в них мужеского пола 323 и женского пола 307 душ малороссиян и 26 дворов 117 мужеского пола и 98 душ женского пола великороссиян». К 1802 году этот храм обветшал, и в 1806 году был торжественно освящён новый храм с тем же названием.
В. Д. Сухоруков в «Статистическом описании земли Донских казаков, составленном в 1822—32 гг.» относит слободу Синявку к Миусскому округу, хотя округа были официально образованы в Земле Войска Донского только в 1835 году. Согласно указанным им данным в слободе Синявка с посёлком Ханженовка имелись: каменная церковь — 1, господских домов — 7 (каменных — 2, деревянных — 5), крестьянских домов — 109, мельниц — 7 (водяных — 3, ветряных — 4).
В 1859 году «казачий хутор Синявский» относился к Елисаветинскому юрту и насчитывал 63 дворовых хозяйства, в нём проживало 208 человек (100 мужчин и 108 женщин); имелись православная церковь и почтовая станция на Мариупольском тракте в 5 верстах от хутора.
С 1860 года село находилось в составе Елисаветовской станицы Черкасского округа Земли Войска Донского, с 1888 года — Ростовского округа Области Войска Донского. В 1868 году хутор уже пишется через букву «и» — Синявский.
По состоянию на 1873 год в Синявском хуторе имелась железнодорожная станция Синявская, насчитывалось 286 дворовых хозяйств, проживал 2191 человек (1104 мужчины и 1087 женщин).
В 1920 году станица Синявская, в которой в то время проживало 1334 человека, вошла в состав новообразованной Синявской волости Ростовского округа. В связи с упразднением Синявской волости с 1923 года станица входит в состав Гниловской волости.
С июля 1924 года станица находилась в составе Аксайского района Ростовского округа (с 19 сентября — Донского округа).
В марте 1929 года Синявское вместе с другими населёнными пунктами Синявского сельсовета вошло в состав Таганрогского района Донского округа Северо-Кавказского края. С 4 февраля 1933 года Синявское находилось в составе Таганрогского горсовета.
С 28 декабря 1934 года село — в составе Пригородной зоны города Таганрога Азово-Черноморского края. 13 сентября 1937 года оно вошло в состав Неклиновского района Ростовской области.
В годы Великой Отечественной войны в селе Синявском и его окрестностях действовало два партизанских отряда («Отважный-1» и «Отважный-2»), подпольная комсомольско-молодежная группа «Комсомолец» и особый отряд водных заграждений Цезаря Куникова.

## Население
| 2002 | 2010  |
| ---- | ----- |
| 3721 | ↗3834 |

## Известные люди
В селе родились:
- Кириченко, Александр Поликарпович — Герой Советского Союза,
- Скляров, Анатолий Андреевич — Герой Советского Союза,
- Шолохов-Синявский, Георгий Филиппович — советский писатель.
- Панасенко, Владимир Яковлевич  (1926—1943) — подпольщик, партизан-комсомолец, боец партизанского отряда «Гроза».

## Инфраструктура
Личное подсобное хозяйство с зоной сельскохозяйственного использования, индивидуальная застройка усадебного типа.

## Достопримечательности
- Мемориал — памятник отряду Цезаря Куникова возле села на трассе «Ростов-на-Дону — Таганрог»[11].
- Храм Всех Святых, построенный в 1806 году. Храм интересен тем, что это единственный храм на юге России, имеющий в квадратном сечении колокольню. Является одним из старейших храмов в Ростовской области.
- Памятник адмиралу Алексею Сенявину, открытый в 2019 году[12].

## Транспорт
На северной окраине села проходит Европейский маршрут Е58. 
Железнодорожная станция Синявская  Ростовского региона Северо-Кавказской железной дороги. На станции делают остановки пригородные электрички.